# Jaskinia Dziewicza
Jaskinia Dziewicza – jaskinia położona na południowy wschód od miejscowości Łazy, w gminie Jerzmanowice-Przeginia w województwie małopolskim. Znajduje się na Wyżynie Olkuskiej, w prawych zboczach Doliny Będkowskiej, już prawie na samej wierzchowinie, w lesie, w odległości około 60 m od pól uprawnych.
Długość jaskini wynosi 64 m, głębokość ok. 10 m, a otwór znajduje się na wysokości ok. 430 m n.p.m. Jest to nieduża jaskinia o rozwinięciu poziomym. Otwór znajduje się na dnie leja, niedaleko drogi. Tworzy obszerny korytarz posiadający niewielkie odgałęzienia. W pierwszym z nich po prawej stronie znajduje się próg o wysokości 4,5 m. Od dużego otworu dno opada stromo w dół, a w końcowej części podnosi się w górę – korytarz znajduje się tu blisko powierzchni ziemi, na co wskazują przebijające się korzenie drzew.
Szatę naciekową reprezentują „polewy” i niewielkie stalaktyty. Namulisko jaskini to kamienie i glina.

## Historia poznania
Miejscowej ludności jaskinia była znana od dawna. Jest często odwiedzana. Dokładniej zbadana i opisana została w roku 1912 przez K. Stolyhwe, który przekopał jej namulisko. W 1946 r. została zinwentaryzowana przez K. Kowalskiego. Aktualną dokumentację sporządził A. Górny w 2009 r. W latach 1990–2001 odgruzowywano na głębokość 4 m Studnię w Lewej Odnodze, wnękę przy otworze, oraz pogłębiono Studnię pod Bączkami. W rezultacie tych prac odkryto ciasne korytarze prowadzące na dno jaskini. Wybrany urobek wysypano wewnątrz jaskini, co poważnie zmieniło jej kształt. W 2008 roku grotołazi z Krakowa w sali na końcu jaskini odkryli wnękę z bogatą szatą naciekową. Aby je zabezpieczyć przed zniszczeniem zasypali wejście do niej dużą ilością gruzu. 

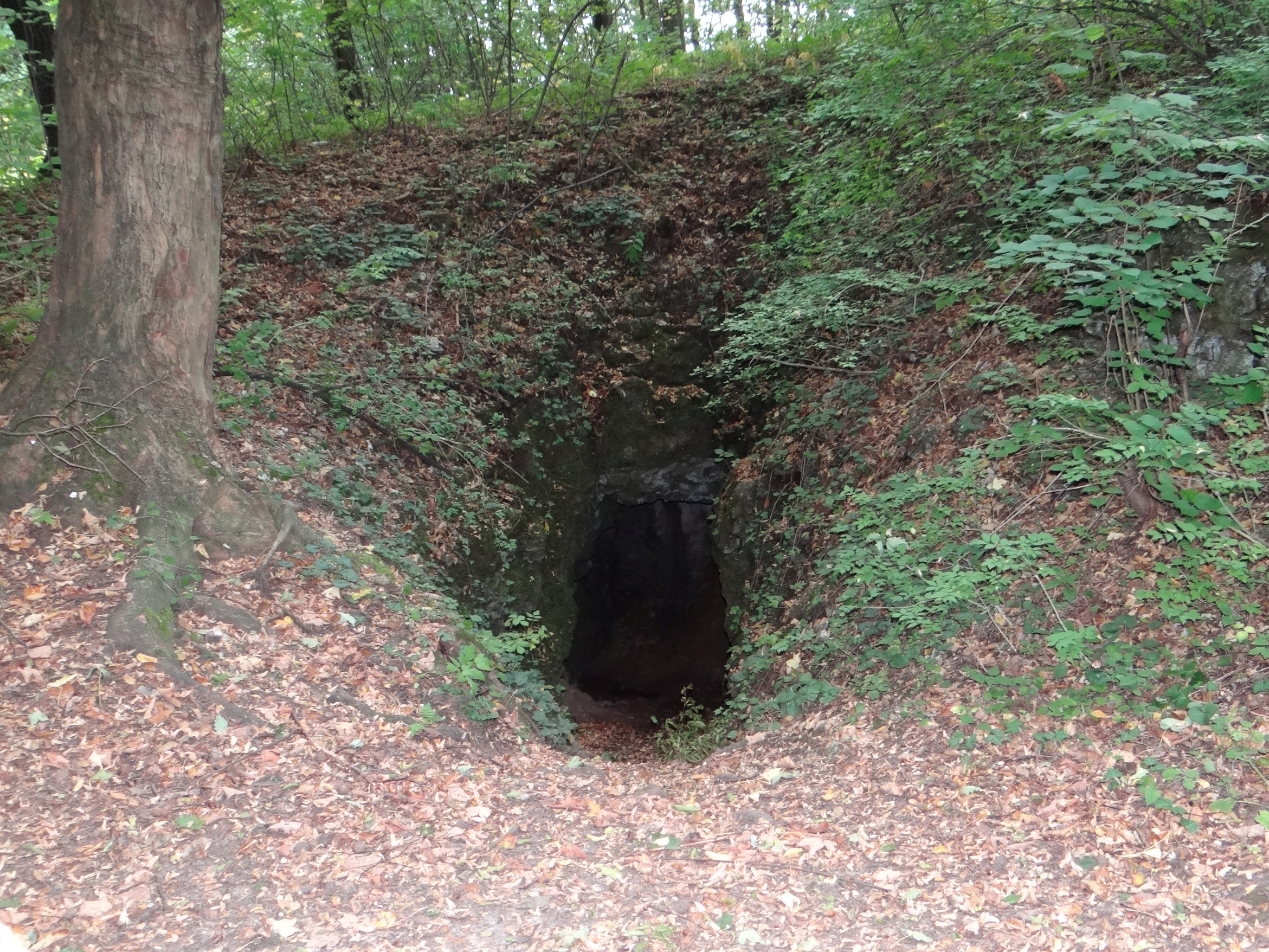
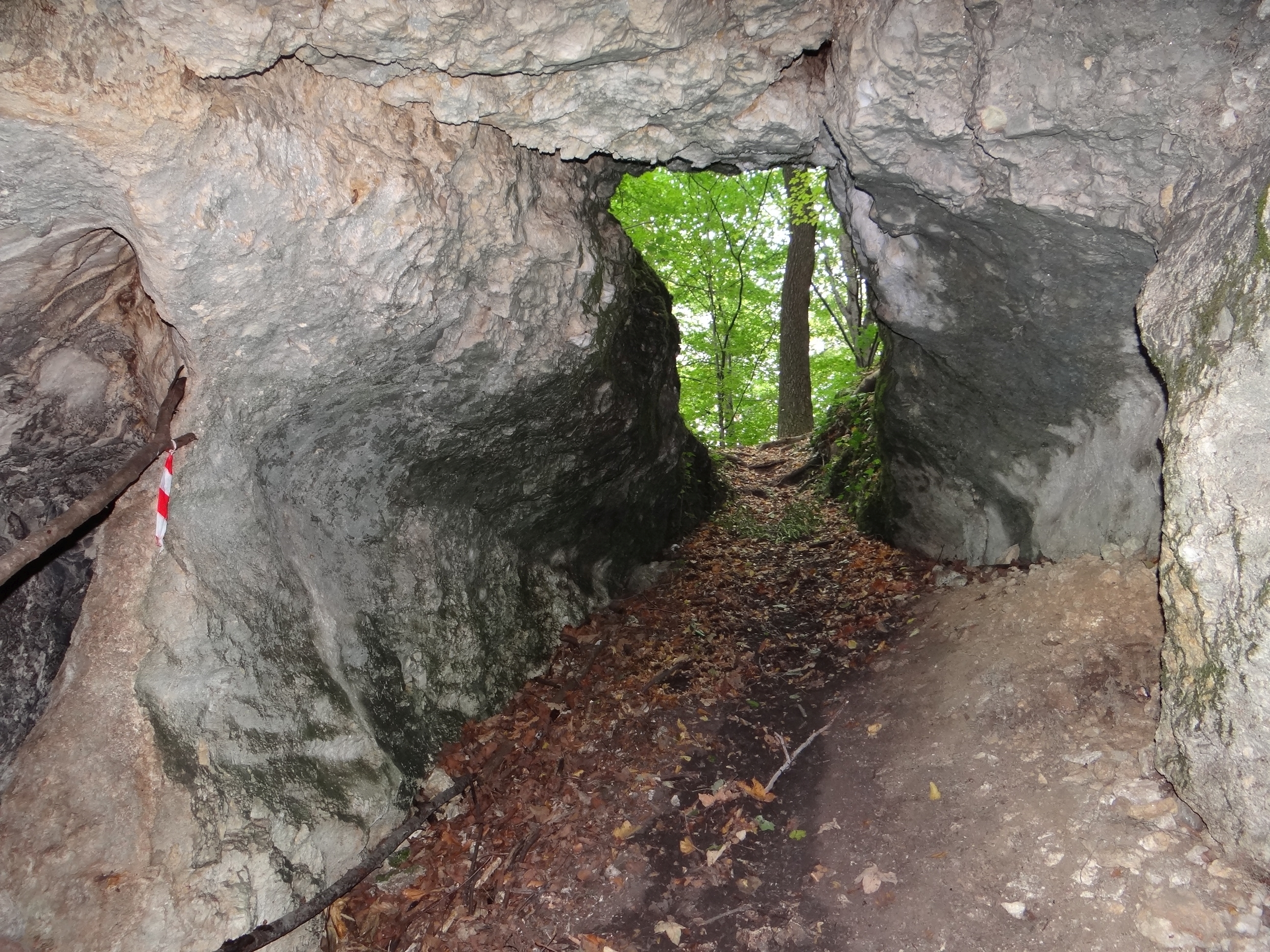
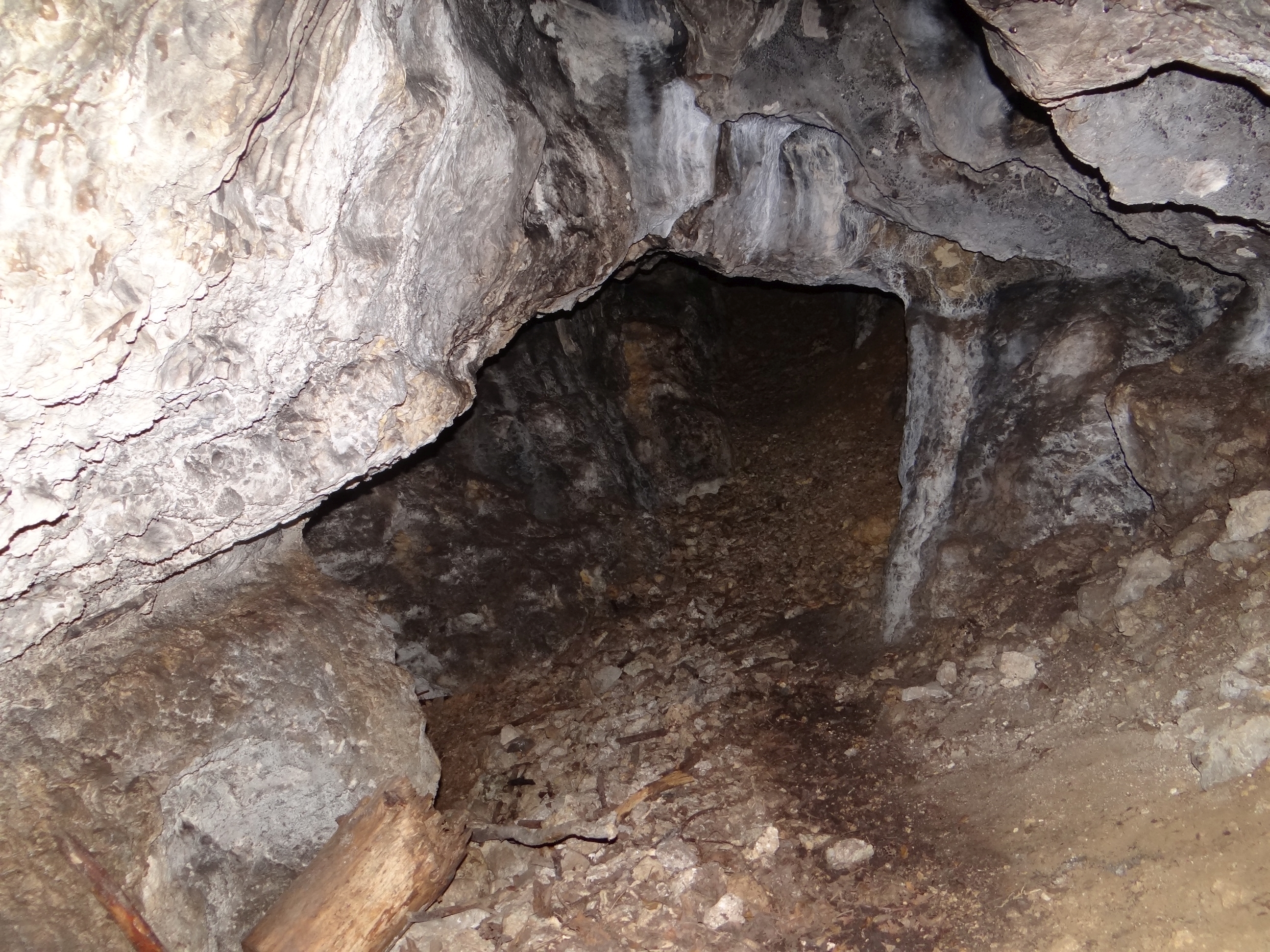